# Carino (homem ilustre)
Carino (em latim: Carinus) foi um nobre romano do começo do século V, ativo no Reino Ostrogótico. Segundo Cassiodoro, foi convidado por Teodorico, o Grande (r. 474–526) em 523/526 para frequentar sua corte em Ravena.